# Quyền được giết
Quyền được giết (tiếng Anh: Licence to kill) là sắc lệnh chính thức của một chính phủ hoặc cơ quan chính phủ dành cho một đặc vụ hoặc nhân viên cụ thể nhằm khởi xướng việc sử dụng vũ trang nhằm cung cấp thông tin về các mục tiêu của họ, hay còn được biết đến là một thủ pháp văn học sử dụng trong các tác phẩm gián điệp hư cấu. Việc khởi động vũ trang nằm trong diện so sánh với việc sử dụng vũ trang nhằm tự vệ hoặc bảo vệ tính mạng.